# Ludwig II. Blarer (von Wartensee)

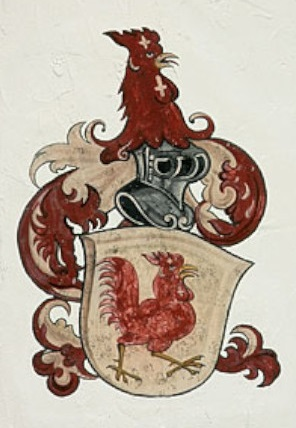
Wappen der Blarer von Wartensee

Ludwig II. Blarer (von Wartensee) († 26. Februar 1544) war von 1526 bis 1544 der 35. Abt von Einsiedeln.

## Leben
Abt Ludwig II. war ursprünglich Mönch des Klosters St. Gallen, wo er am 11. September 1516 zum Stiftsdekan, zum Stellvertreter des Abtes, ernannt wurde.
Nachdem Konrad III. am 20. Juli 1526 86-jährig als letzter verbliebener Einsiedler Mönch auf sein Amt als Abt verzichtet hatte, bat der schwyzerische Landvogt Joseph Amberg den Abt von St. Gallen, Ludwig als Abt in Einsiedeln einsetzen zu dürfen. Da dieser jedoch kirchenrechtliche Bedenken aufgrund dieses Vorgehens hatte, nahm er die Berufung nur unter päpstlicher Bestätigung an.
Der neue Abt musste den Schwyzern unter anderem versprechen, jederzeit Rechnungen vorlegen zu können und kein Eigentum des Klosters ohne Erlaubnis zu veräussern.
Die feierliche Installation Ludwigs geschah am 14. August 1526, wobei Papst Clemens VII. Ludwig erst am 26. April 1533 offiziell als Abt bestätigte.
Von besonderer Bedeutung war es, dass Abt Ludwig 1535 zwei Novizen von bürgerlicher Herkunft aufnahm. Dies war nicht nur ein Bruch mit der bisherigen Tradition, ausschliesslich Adelige als Mönche ins Kloster aufzunehmen, sondern ermöglichte auch einen Neubeginn des Klosters.